# トム・ハワード
トム・ハワード（Tom Howard、1969年12月26日 - ）は、アメリカ合衆国のプロレスラー、総合格闘家。ユタ州ソルトレイクシティ出身。UPW所属。

## 来歴
ジェシー・ヘルナンデス、ビル・アンダーソンの下でレスリングのトレーニングを受け、1994年にズマ（Zuma）のリングネームでデビュー。1995年からはメキシコに転出し、KGBのリングネームでAAAに参戦。1996年にアメリカに戻り、ロサンゼルスで行われたアントニオ猪木主催の平和の祭典興行に参戦した後、レスラー活動を一時休業しサンボの修行を行う。同年末にUPWとレスラー兼トレーナーとして契約。アメリカ陸軍特殊部隊（通称・グリーンベレー）出身というギミックで活動する。そのために、ほふく前進を得意にしており試合の中でもロープに逃げるときに素早い動作で見せる。当時のUPWはWWFのファーム団体でもあり、UPWのトレーナーを務めながらWWFのダーク・マッチにも出場している。
2001年にUPWに視察に訪れた当時・プロレスリングZERO-ONE社長の橋本真也から高評価を受け、同年6月ZERO-ONE主催の「真撃 第一章」に元グリーンベレーという触れ込みで橋本の対戦相手として初来日（リングインのテーマ曲は映画「英雄の条件」サントラ版）。以降、ZERO-ONEの常連外国人選手として参戦を続け、ザ・プレデターとのコンビで活動。スティーブ・コリノ、ネイサン・ジョーンズ、サモア・ジョーらと共にZERO-ONEの看板であった外国人勢の筆頭として活躍する。よく試合の時に相手と向き合い、いわゆるロックアップの体勢に入る時に、「私は何も持っていない」と誇示するかの様な両腕を後ろに組み相手に胸を突き出す仕草をする。
2003年にK-1と契約し総合格闘技に進出。その後はプロレスではハッスル、IGF、K-1ではDynamite!!、K-1 ROMANEXなどMMAルールの興行を中心に参戦する。2009年にはZERO-ONEの後を受けたZERO1に久々に参戦を果たしている。

## 戦績

### 総合格闘技
| 総合格闘技 戦績 | 総合格闘技 戦績 | 総合格闘技 戦績 | 総合格闘技 戦績 | 総合格闘技 戦績 | 総合格闘技 戦績 | 総合格闘技 戦績 |
| --------------- | --------------- | --------------- | --------------- | --------------- | --------------- | --------------- |
| 6 試合          | (T)KO           | 一本            | 判定            | その他          | 引き分け        | 無効試合        |
| 0 勝            | 0               | 0               | 0               | 0               | 0               | 0               |
| 6 敗            | 4               | 2               | 0               | 0               | 0               | 0               |

| 勝敗 | 対戦相手                               | 試合結果                   | 大会名                                  | 開催年月日     |
| ×    | トム・ブラックレッジ                   | 1R 0:40 KO（ハイキック）   | Cage Rage 20: Born 2 Fight              | 2007年2月10日  |
| ×    | クシシュトフ・ソシンスキー             | 1R 3:47 TKO（パンチ連打）  | IFL: Portland                           | 2006年9月9日   |
| ×    | クリスチャン・ウェリッシュ             | 1R 2:11 チョークスリーパー | Valor Fighting: Showdown At Cache Creek | 2006年2月3日   |
| ×    | カーター・ウィリアムス                 | 1R 2:16 TKO（パウンド）    | Rumble on the Rock 6                    | 2004年11月20日 |
| ×    | ブルー・ウルフ                         | 2R 4:44 TKO（タオル投入）  | ROMANEX 格闘技世界一決定戦              | 2004年5月22日  |
| ×    | クリストフ・ミドゥ・"ザ・フェニックス" | 1R 4:21 チョークスリーパー | K-1 PREMIUM 2003 Dynamite!!             | 2003年12月31日 |

### キックボクシング
| キックボクシング 戦績 | キックボクシング 戦績 | キックボクシング 戦績 | キックボクシング 戦績 | キックボクシング 戦績 | キックボクシング 戦績 | キックボクシング 戦績 |
| --------------------- | --------------------- | --------------------- | --------------------- | --------------------- | --------------------- | --------------------- |
| 1 試合                | (T)KO                 | 判定                  | その他                | 引き分け              | 無効試合              |                       |
| 0 勝                  | 0                     | 0                     | 0                     | 0                     | 0                     |                       |
| 1 敗                  | 1                     | 0                     | 0                     | 0                     | 0                     |                       |

| 勝敗 | 対戦相手       | 試合結果               | 大会名                                              | 開催年月日    |
| ×    | チェ・ホンマン | 1R 2:11 KO（左膝蹴り） | K-1 WORLD GP 2005 IN HIROSHIMA 【スーパーファイト】 | 2005年6月14日 |

## 得意技
サンボ仕込みのサブミッションを駆使し、自身のギミックからグリーンベレー殺法と呼ばれる。技名の多くは名前がつけられずに通し番号になっている。
サイレントデス
フロントチョークで一瞬で相手を絞め落とす技。
No.34
仰向けでダウンしている相手の腕を首に巻き付けてひっくり返し、相手の腰を支点にブリッジして極める関節技。
No.36
No.54（下記参照）の旧名。
No.37
裏STFと同型。
No.52
うつ伏せ状態の相手の首をフロントネックロックに捉え、前方にブリッジして極める関節技。
No.54
変型のフルネルソンホールドで、ポイズン澤田のキャトルミューティレーションと同型。
No.55
リングに背を向けた状態でコーナーに飛び乗り、反転して決めるシャリマティー。
No.66
ストレッチプラムと同型。

## タイトル歴
プロレスリングZERO-ONE
- NWAインターコンチネンタルタッグ王座 : 1回（第5代）（w / マット・ガファリ）

## その他
- UPWのトレーナーとして同じWWE傘下（当時）のOVWやHWAにいたジョン・シナ、クリス・マスターズ、ジョン・ハイデンライク、ゾディアックなどを指導している。
- ルチャリブレを題材にした映画「ナチョ・リブレ 覆面の神様」では主演のジャック・ブラックらの演技指導を行った。